# Wilhelm Marx
Wilhelm Marx (Colònia, 15 de gener de 1863 - Bonn, 5 d'agost de 1946) va ser un polític alemany, canceller del Reich en dues ocasions, 1923-1924 i 1926-1928.
Nascut a Colònia, com a fill d'un mestre, Marx va estudiar a l'Marzellengymnasium, on va obtenir el batxillerat el 1881. Després va estudiar dret a la Universitat de Bonn. Com a estudiant es va afiliar a 'Associació d'Estudiants Catòlics de Bonn). Després de la seva llicenciatura en Dret, va treballar com a assessor tant a Colònia com a Waldbröl i més tard en el registre de la propietat a Simmern. A partir de 1894 Marx va treballar com a jutge a Elberfeld. Deu anys més tard, va tornar a Colònia i Düsseldorf, on va tenir el rang més alt possible a Prússia dintre del Partit de Centre. Marx es va casar amb Johanna Verkoyen el 1891 i van tenir quatre fills.
De 1899-1918 Marx va ser umembre del Landtag de Prússia. Des de 1910 va ser membre del Reichstag, on va esdevenir membre del comitè executiu de la facció catòlica del Partit de Centre. Allà, es va especialitzar en el camp de la política de l'escola i la cultura.
Durant la Primera Guerra Mundial, va expressar la seva opinió en contra de l'annexionisme i va advocar per a una resolució de pau. Poc després va ser triat a la Nationalversammlung de Weimar. Va donar suport al Tractat de Versalles durant l'ocupació de la Renània el 1923, perquè va pensar que si Alemanya no l'acceptava, la regió del Rin seria separada de Prússia. Marx també va tractar d'unificar el Partit del Centre i va donar suport al govern, amb un estil molt personalista de fer política, amb connotacions al catolicisme.
Quan el gabinet de Gustav Stresemann va fracassar el 1923, Marx va esdevenir canceller. El seu primer mandat va durar 13 mesos i el seu segon mandat 25 mesos. En aquest temps, va presidir quatre gabinets, sent els dos primers governs de minoria ciutadana, es va sumar posteriorment la DNVP. El seu ministre de Relacions Exteriors va ser Gustav Stresemann, la política va portar a una tolerància per l'SPD. En termes de Marx, es va aconseguir estabilitzar l'economia alemanya després de la hiperinflació de 1923, mitjançant la introducció d'una nova moneda. Al final de 1924, l'estat d'emergència va ser abrogat. Els gabinets encapçalats per Marx també van acceptar el Pla Dawes. En el seu segon mandat, Alemanya es va unir a la Lliga de les Nacions Unides, i Marx va aconseguir desbancar el General Hans von Seeckt, que volia fer de l'exèrcit un «estat dins de l'Estat». D'altra banda, durant els seus anys a la Reichswehr, en secret, va cooperar amb l'exèrcit roig per eludir el Tractat de Versalles.
El 1925 Marx va esdevenir ministre president de Prússia i el 1926 va ser ministre de Justícia en el gabinet del seu successor, Hans Luther. Va ser membre del Reichstag fins al 1932, quan va renunciar al seu escó. Durant el període nazi, i després de la Segona Guerra Mundial, va viure a Bonn, on va morir.